# Bourgogne, Marne
Bourgogne är en kommun i departementet Marne i regionen Grand Est (tidigare regionen Champagne-Ardenne) i nordöstra Frankrike. Kommunen ligger i kantonen Bourgogne som tillhör arrondissementet Reims. År 2018 hade Bourgogne 988 invånare.

## Befolkningsutveckling
Antalet invånare i kommunen Bourgogne
| Referens: INSEE |